# Francisco Antônio Castorino de Farias
Francisco Antônio Castorino de Farias (São José, 6 de agosto de 1839 — Rio de Janeiro, 29 de setembro de 1913) foi um escritor brasileiro.
É patrono da cadeira 10 da Academia Catarinense de Letras.